# Сага о Гунару, глупану из Келдугнупа
Сага о Гунару, глупану из Келдугнупа (исл. Gunnars saga Keldugnúpsfífls) једна је од средњовековних исландских сага из циклуса Сага о Исланђанима. Једна је од најмлађих сага из циклуса и верује се да је написана током XIV или почетком XIV веку. До данашњих дана сачувана је у неколико знатно млађих рукописа из XVII века. 
Радње саге одвија се у Норвешкој и на истоку  Исланда током крајем X века, а главни протагонисти су браћа Гунар и Хелге. 